# Ты у меня одна
«Ты у меня одна» — российский художественный фильм, снятый режиссёром Дмитрием Астраханом и вышедший на экраны в феврале 1993 года.

## Сюжет
В прологе к фильму вкратце показана история отъезда в США девочки, безответно влюблённой в товарища старшего брата, к которому она обращается «дядя Женя». 
Проходит двадцать лет. Бывший боксёр Евгений Тимошин (Александр Збруев) работает простым инженером в одном из институтов Санкт-Петербурга, подрабатывая по ночам грузчиком в продовольственном магазине. Живёт с женой-сексопатологом (Марина Неёлова) и дочерью Олей в однокомнатной квартире в хрущёвке. Дочь дружит со своим одноклассником Петей, уезжающим с родителями за границу. Отец Евгения, бывший моряк, побирается в метро, очень довольный жизнью и своей деятельностью. А повзрослевшая, состоявшаяся в бизнесе и по-прежнему влюблённая в Евгения Анна Коливанова (Светлана Рябова) приезжает с деловым визитом из США в новую Россию.
В конструкторском бюро, где работает Евгений, объявляют, что организуется российско-американское совместное предприятие. Завтра приедет представитель американской стороны. Специалистам КБ предстоит пройти своеобразный кастинг, т.к. в совместное предприятие берут только двоих сотрудников. Коллега Евгения высказывает предположение, что одно из двух вакантных мест уже занято начальником. Дома Евгений рассказывает об этом жене, и они вместе мечтают, как Евгения примут в СП и они всей семьёй уедут жить в США. Семейную идиллию прерывают сначала шумные соседи сверху, а потом подошедший фургон с продуктами. Разгрузив продукты, Евгений укладывается спать прямо в магазине и вспоминает, как познакомился со своей женой. Евгений был влюблён в Наташу в начальной школе. Когда им было по двадцать лет, они снова встретились на боксёрском поединке Евгения, где собрались все его друзья. Евгений знакомит Наташу со своим другом Лёшей, который собирается жениться на американке, и с Лёшиной сестрой — двенадцатилетней Аней, влюблённой в Евгения. Отмечая победу Евгения на ринге, друзья устраивают в квартире Лёши и Ани вечеринку, в ходе которой между Евгением и Наташей начинаются отношения прямо на глазах у расстроенной, ревнующей Ани.
На следующий день в конструкторское бюро приезжает представитель американской фирмы. Это и есть Аня, добившаяся в США успеха в бизнесе. Она сразу узнаёт Евгения, но от неожиданности проходит мимо, даже не поздоровавшись. Расстроенный Евгений едет домой, где его ждут жена и дочь за праздничным столом. Наташа и Оля уже знают, кто представляет американскую фирму, и обе уверены, что отец приведёт в гости старую подругу. Но Евгений приходит один и рассказывает, что Аня его узнала и проигнорировала. Наташа звонит в гостиницу «Астория», где остановилась Анна, и настаивает, чтобы Евгений пригласил её к ним домой в гости. Евгений категорически отказывается и всё это перерастает в крупный семейный скандал, в ходе которого жена и дочь убегают из дома, а Евгений разбивает телефон и в одиночку напивается за накрытым столом.
Как раз в этот момент к Евгению домой приходит Аня. Она признаётся, что она его сразу узнала, чувства её к нему не остыли и что она пришла, чтобы повидаться с ним в неформальной обстановке. Евгений предлагает ей вместе выпить, и в итоге изменяет своей жене с Аней. 
Счастливая Аня выражает готовность взять Евгения с собой в США. Они вдвоём едут к Ане в гостиницу на служебном автомобиле. По дороге они звонят в США старому Жениному другу Лёше, являющемуся директором американского предприятия, Анна согласовывает с ним вопрос трудоустройства Евгения в СП и заказывает авиабилеты. Потом они заезжают в валютный магазин, где Аня за доллары покупает Евгению дорогой костюм. Этим она ставит Евгения в неловкое положение (доллары, похоже, он вообще видит впервые), но успокаивает его тем, что «пусть это будет подарком от Лёши».
Не доехав до «Астории», Евгений видит из окна автомобиля свою жену, которая в состоянии сильного алкогольного опьянения танцует на прогулочном пароходе. Он просит остановить автомобиль и говорит Ане, что ему нужно отвезти Наташу домой. Аня нехотя соглашается, но говорит, что будет его ждать в гостинице, а если он не приедет, то сама заедет за ним в 6 утра и они поедут в аэропорт. По её указанию телохранители Ани помогают Евгению отвезти домой пьяную жену.
Дома Евгений и Наташа продолжают выяснять отношения. Среди ночи от Пети возвращается расстроенная дочь Оля и вклинивается в семейный скандал. В этот момент у соседей сверху опять начинает играть громкая музыка. Это приводит Евгения в бешенство — он прибегает к соседям и избивает хозяина и его гостей, вспомнив своё боксёрское прошлое. Вернувшись в свою квартиру, он включает у себя музыку и решает ехать в гостиницу к Ане. Уходя, он признаётся жене и дочери в измене и говорит, что уходит от них.
Выйдя из такси у гостиницы «Астория», Евгений видит следующую сцену: швейцар (бывший советский офицер) встречает одетого в женское платье гомосексуалиста по вызову по имени Вова. Вова оскорбляет и унижает швейцара и мимоходом обращает на Евгения внимание, проявляет к нему симпатию и предлагает доллар. Евгений не реагирует, вспомнив момент, когда Аня за доллары покупала ему костюм, молча разворачивается и быстро уходит домой. 
Не поднимаясь в квартиру, Евгений в раздумьях стоит до утра возле своего подъезда и когда за ним заезжает Аня, он ей отказывает. Аня в порыве отчаяния пытается покончить с собой, выбросившись из окна в подъезде Евгения, но телохранители её спасают и успокаивают. Преодолев минутную слабость и взяв себя в руки, Аня, проходя мимо Евгения к машине, говорит ему: «Всё будет хорошо. Прощайте, дядя Женя», — и уезжает.
Евгений, находясь в шоковом состоянии, возвращается к себе домой. Жена и дочь обнимают его, плачут, просят у него прощения, и он постепенно оттаивает. В этот момент под окна их квартиры приходит отец Евгения со своими друзьями-нищими и самодеятельным оркестром. Они играют для него его любимую песню «Ты у меня одна». Евгений выходит на улицу, угощается алкоголем и шашлыком, пожаренным здесь же на мангале. К празднику присоединяются также избитые Евгением соседи, с которыми он мирится, телохранитель Анны, который привез забытый Евгением в новом пиджаке паспорт, и все окрестные бомжи. 
Фильм завершается тем, что Евгений зовёт жену и кричит ей в окно: «Наташка, ты у меня одна!».

## О фильме
Название «Ты у меня одна» цитирует песню Юрия Визбора, популярную в период молодости главных героев. Она проходит рефреном через весь фильм.
В основе сценария лежит пьеса Олега Данилова «Мы идём смотреть „Чапаева“».
В сцене объяснения фразу признания жене в физической неверности, изначально присутствовавшую в сценарии, режиссёр, по некотором размышлении, решил убрать. Однако после завершения съёмок в процессе монтажа и озвучивания он понял, что эта фраза всё-таки необходима. Астрахан начал спешно — срок сдачи картины подходил к концу — искать, кто бы мог произнести её голосом Збруева (который к тому времени улетел за границу) и, не найдя никого подходящего, довольно артистично произнёс её сам.
На фотографии Коливановых, подаренной Аней Тимошину, в образе Лёши изображён Сергей Паршин — отец Ивана Паршина, сыгравшего Лёшу в молодости.

## В ролях
Ты у меня одна –

Словно в ночи луна,

Словно в степи сосна,

Словно в году весна.

Нету другой такой

Ни за какой рекой.

Нет за туманами,

Дальними странами…
| Актёр             | Роль                                                      |
| ----------------- | --------------------------------------------------------- |
| Александр Збруев  | Евгений Павлович Тимошин, инженер, бывший боксёр          |
| Марк Горонок      | Женя Тимошин в молодости                                  |
| Марина Неёлова    | Наталья Анатольевна Семёнова-Тимошина, врач, жена Евгения |
| Мария Лобачёва    | Наташа Семёнова в молодости                               |
| Светлана Рябова   | Анна Коливанова                                           |
| Ксения Морозова   | Аня в детстве                                             |
| Мария Каленская   | Оля, дочь Тимошина                                        |
| Виктор Гоголев    | Павел Тимошин, отец Евгения                               |
| Ирина Мазуркевич  | «Синька», нищенка, подруга отца                           |
| Владимир Труханов | Владимир Александрович Рубанов, сослуживец Тимошина       |
| Геннадий Воропаев | сослуживец Тимошина                                       |
| Александр Лыков   | Вова, кроссдресс-проститутка у гостиницы «Астория»        |
| Валерий Кравченко | швейцар в «Астории»                                       |
| Виктор Михайлов   | водитель грузовика                                        |
| Андрей Федорцов   | студент, один из друзей молодого Жени Тимошина            |
| Людмила Вагнер    | регистратор ЗАГСа                                         |
| Валентин Букин    | милиционер                                                |
| Роман Жукин       | Петя                                                      |
| Артур Ваха        | шумный сосед Тимошина                                     |
| Иван Паршин       | Лёха Коливанов, брат Анны                                 |
| Геннадий Свирь    | студент                                                   |
| Илья Линович      | телохранитель Анны                                        |
| Александр Сластин | телохранитель Анны                                        |
| Дмитрий Астрахан  | судья на боксе                                            |

## Съёмочная группа
| Режиссёр             | Дмитрий Астрахан   |
| Сценарист            | Олег Данилов       |
| Оператор             | Юрий Воронцов      |
| Звукооператор        | Александр Дударев  |
| Художник-постановщик | Маша Петрова       |
| Композитор           | Александр Пантыкин |

## Премии и награды
- 1993 — большой приз Президентского совета и приз жюри Большого конкурса Александру Збруеву «За лучшую мужскую роль» на РКФ «Кинотавр-93»
- 1993 — приз «Серебряная пирамида» и диплом Марине Неёловой «За лучшее исполнение женской роли» на МКФ в Каире
- 1993 — приз Российской Киноакадемии «Зелёное яблоко — Золотой листок» Светлане Рябовой за лучшую женскую роль
- 1993 — номинация на приз Российской Киноакадемии «Зеленое яблоко — Золотой листок» Марии Петровой за «Лучшую работу художника» и Александру Пантыкину за «Лучшую работу композитора»
- 1993 — приз Киноакадемии «Ника-93» Марине Неёловой за лучшую женскую роль
- 1993 — номинация на приз «Ника-93» Александру Збруеву в категории «Лучшая мужская роль»
- 1994 — приз зрительских симпатий на КФ «Женский мир-94» (Набережные Челны)
- 1994 — специальный диплом президента КФ отечественной мелодрамы «Хрустальная слеза-94» (Магнитогорск) Марине Неёловой
- 1994 — лучший фильм года и премия имени Адриана Пиотровского Олегу Данилову за лучший сценарий на конкурсе профессиональных премий «Ленфильма»